# Snakes & Arrows
| Recensione | Giudizio |
| ---------- | -------- |
| AllMusic   |          |

Snakes & Arrows è il diciottesimo album della band canadese Rush.
L'album fu registrato presso gli Allaire Studios di Shokan nel periodo novembre /dicembre 2006, con sedute aggiuntive agli studi Grandmaster Recorders di Hollywood e mixato agli Ocean Way Recording di Hollywood nel gennaio 2007. L'album è stato pubblicato il 1º maggio 2007. Da Snakes & Arrows sono stati estratti esclusivamente singoli promozionali.

## Descrizione
Il primo singolo tratto da questo album fu Far Cry, che fu postato anticipatamente in streaming sul loro sito ufficiale. La band annunciò che il singolo sarebbe stato distribuito alle radio del North American radio stations. Il 1º maggio la band pubblicò l'album, mentre il successivo 8 maggio 2007, la band annunciò anche un video di Far Cry, e il 1º giugno fu pubblicato il secondo singolo, Spindrift. Il terzo singolo dell'album, The Larger Bowl fu distribuito nel tardo giugno alle stazioni radio del nord America dove si posizionò nella top 30 di "Mainstream Rock and Media Base Mainstream charts".
Questo disco rappresenta un parziale recupero delle sonorità progressive degli anni settanta; Peart, lo scrittore dei testi, dichiarò che le liriche di questo album sono basate su riflessioni personali sulla fede, ispirate dal suo viaggio in moto attraverso il nord America. Molte delle esperienze menzionate in Snakes & Arrows si sono infatti evolute dal libro pubblicato da Neil Peart Roadshow: Landscape With Drums, A Concert Tour By Motorcycle.
Secondo Lifeson, i temi musicali dell'album furono scritti e sviluppati con la chitarra acustica. Queste parti furono successivamente registrate usando sia la chitarra acustica che la chitarra elettrica, e altri strumenti a corde.
Secondo Lee:
Secondo il produttore Raskulinecz, l'album ha un sound simile ad alcuni album dei Rush dei tardi anni settanta, come 2112, A Farewell to Kings, e Hemispheres.
Secondo Peart i primi accenni di lavorazione per il disco sono iniziati nel marzo 2006, da un incontro tra i componenti del gruppo per formare le prime canzoni, partendo da testi e musiche composti individualmente. Sin da subito dai testi è emerso come tema portante la "spiritualità". In maggio i lavori sono proseguiti in un piccolo studio di Toronto; in quel contesto il gruppo ha deciso di coinvolgere l'ingegnere del suono Richard Chycki nella lavorazione. I tre musicisti si sono quindi ritrovati nel mese di settembre 2006 per comporre altre canzoni alla presenza di Nick RasKulinecz, che nel frattempo si era aggiunto al progetto in qualità di co-produttore: il suo ruolo è stato fondamentale per ottenere le migliori prestazioni individuali dai tre Rush e per dare una veste migliore alle canzoni. A ottobre le canzoni preparate in forma grezza erano 11, e era evidente che la tematica dell'album sarebbe stata la fede e la spiritualità. Il brano The Larger Bowl prende origine da un testo dei primi anni novanta composto da Peart secondo una metrica tipica del Mali, denominata "pantoum" e musicata da Lee e Lifeson durante le sedute di composizione. Musicalmente in questo brano, come in altri, si sente molto l'influenza di Feedback, dato che i brani rivelano una carica giovanile notevole e uno spirito anni sessanta. Le registrazioni finali sono iniziate a novembre, presso gli studi Allaire di New York, queste si sono svolte sia individualmente che a coppie o con il gruppo al completo. In un'unica sessione Lifeson ha registrato il breve strumentale Hope; il brano Malignant Narcissism è invece stato aggiunto casualmente quando oramai concluse le sessioni di registrazione Lee ha improvvisato una parte con un basso fretless. The Main Monkey Business è stato il brano più complesso da comporre, organizzare e  registrare di tutto il lotto. A dicembre sono finite le registrazioni definite divertenti e molto soddisfacenti. In gennaio 2007 è iniziato il mixaggio del materiale presso gli studi Ocean Way in California, nel frattempo era stato scelto il titolo dell'album: Snakes & Arrows, derivato da un passaggio di testi su Armor and Sword; esso deriva a sua volta dai "dardi e frecce" di Amleto e dal gioco da tavolo Scale e serpenti. Peart ha poi scoperto con sorpresa che "Snakes and Arrows" faceva anche riferimento a un antico gioco buddista dell'India sul Karma, riadattato dai coloni inglesi nel diciannovesimo secolo, chiamato anche "The Leela of Self-Knowledge". Una copia del tabellone del gioco, ripreso da Harish Johari e portato nei primi anni settanta negli Stati Uniti, è stato utilizzato per la immagine di copertina del disco.
Il disco ha ottenuto buoni riscontri sia dal pubblico che dalla critica di settore: secondo  Thom Jurek di All Music Snakes & Arrows è uno dei migliori album concettuali mai realizzati dal gruppo, con bellissimi testi di Peart. Anche musicalmente è tra i migliori lavori dei Rush, sia a livello compositivo che di produzione, e tutte le tracce vengono considerate di grande livello. Geoff Barton su Classic Rock loda sia le musiche che i testi (soprattutto  The Way the Wind Blows) dell'album, mentre reputa essere Good News First l'unica traccia deludente; la stessa rivista Classic Rock ha inserito l'album nella classifica dei 10 album essenziali di progressive rock del decennio. Il brano Malignant Narcissism si è aggiudicato una nomination ai Grammy Awards nella categoria "Best Instrumental".
Come in tutte le produzioni del gruppo, a partire da Caress of Steel, la grafica e tutte le illustrazioni dell'album sono curate da Hugh Syme. Tuttavia in questo caso l'immagine di copertina non è dello stesso Syme, si tratta infatti di un dipinto di Harish Johari intitolato The Leela of Self-Knowledge.

## Tracce
Testi di Neil Peart, musiche di Geddy Lee e Alex Lifeson, eccetto dove indicato.
1. Far Cry – 5:18
2. Armor and Sword – 6:36
3. Workin' Them Angels – 4:46
4. The Larger Bowl (A Pantoum) – 4:07
5. Spindrift – 5:23
6. The Main Monkey Business (strumentale) – 6:01
7. The Way the Wind Blows – 6:28
8. Hope (strumentale) – 2:02 (musica: Alex Lifeson)
9. Faithless – 5:31
10. Bravest Face – 5:12
11. Good News First – 4:51
12. Malignant Narcissism (strumentale) – 2:17
13. We Hold On – 4:13

## Formazione
Gruppo
- Geddy Lee - basso, voce, mellotron
- Alex Lifeson - chitarra acustica e chitarra a 12 corde, elettrica, mandolino, mandola, bouzouki
- Neil Peart - batteria, percussioni, percussioni elettroniche

Altri musicisti
- Ben Mink - archi in Faithless

## Classifiche
| Classifica (2007) | Posizione massima |
| ----------------- | ----------------- |
| Stati Uniti       | 3                 |

## Principali edizioni e formati
Snakes & Arrows è stato pubblicato in varie edizioni e formati; queste le principali:
- 2007, Anthem Records (solo Canada), formato: CD
- 2007, Atlantic Records, formato: CD, doppio LP (vinile 180 g).
- 2007, Atlantic Records, formato: CD/DVD, delux edition
- 2016, Atlantic Records, formato: doppio LP (vinile 200 g.), rimasterizzato
- 2013, Atlantic Records, all'interno del cofanetto The Studio Albums 1989-2007, formato: CD, rimasterizzato

### Delux edition
Edizione delux pubblicata il 26 giugno 2007, in versione MVI (Music Video Interactive), realizzata in sole 25 000 copie, essa presenta:
- confezione delux con box in cartoncino e libretto di 26 pagine
- la versione in 5.1 delle tracce originali
- video con il "making of" in studio
- contenuti aggiuntivi quali wallpapers, buddy icon